# Областная реформа Павла I
Областная (Губернская) реформа Павла I — реформа административно-территориального деления Российской империи, проведённая императором Павлом I в 1796—1797 годах.
В ходе масштабной реформы административно-территориального деления России, проведённой при Екатерине II, страна была разделена на 48 наместничеств, 2 губернии и 1 область, которые, в свою очередь, делились на уезды.
Вскоре после воцарения Павел I начал новую реформу административно-территориального устройства. Указами от 12 и 31 декабря 1796 года все наместничества были преобразованы в губернии, при этом их число было сокращено с 51 до 42. Одновременно был упразднён ряд уездов (их число сократилось с 534 до 419). Преобразования, утверждённые указами 1796 года, проводились до 1799 года. Большинство положений реформы было отменено Александром I в 1801—1802 годах.

## Содержание реформы

### Изменение административных единиц первого порядка
Были упразднены следующие наместничества (губернии):
1. Брацлавское. Разделено между Киевской и Подольской губерниями. К первой отошли Махновский, Сквирский, Липовецкий и Пятигорский уезды, ко второй — Брацлавский, Винницкий, Литинский, Бершадский, Гайсинский, Ямпольский, Могилевский, Тульчинский и Хмельницкий уезды. При этом Бершадский, Липовецкий, Сквирский, Тульчинский и Хмельницкий уезды были упразднены.
2. Виленское. Вошло в состав новой Литовской губернии.
3. Вознесенское. Большей частью вошло в состав новой Новороссийской губернии. Подольской губернии отошли Ольгопольский уезд, часть Богопольского и Еленского уездов. К Киевской губернии отошли Екатеринопольский, Уманский, Черкасский и Чигиринский уезды. При этом Богопольский, Вознесенский, Еленский, Новомиргородский и Чигиринский уезды были упразднены.
4. Екатеринославское. Большей частью вошло в состав новой Новороссийской губернии. Новой Малороссийской губернии были переданы Алексопольский, Константиноградсий, Кременчугский, Миргородский, Полтавский, Хорольский уезды. Новой Слободско-Украинской губернии отошёл Славянский уезд. При этом Александрийский, Алексопольский, Донецкий, Константиноградский, Миргородский, Славянский уезды были упразднены.
5. Колыванское. Присоединено к Тобольской губернии. При этом упразднены Бийский и Колыванский уезды.
6. Могилёвское. Вошло в состав новой Белорусской губернии. При этом Бабиновичский, Климовичский, Копысский и Старобыховский уезды были упразднены.
7. Новгород-Северское. Вошло в состав новой Малороссийской губернии. При этом Кролевецкий, Коропский, Новоместский, Погарский и Суражский уезды были упразднены.
8. Олонецкое. Разделено между Архангельской и Новгородской губерниями. Первая получила Кемский и часть Повенецкого уезда, вторая — Вытегорский, Каргопольский, Лодейнопольский, Олонецкий, Петрозаводский, Пудожский и часть Повенецкого уезда. При этом Лодейнопольский, Повенецкий и Пудожский уезды были упразднены[2].
9. Пензенское. Первоначально планировалось упразднить Саратовское наместничество, разделив его между Астраханской и Пензенской губерниями. Однако уже 5 марта 1797 года Пензенская губерния была переименована в Саратовскую, а её территория разделена между Саратовской (Городищенский, Мокшанский, Пензенский уезды), Симбирской (Инсарский, Саранский, Шишкеевский уезды), Тамбовской (Верхнеломовский, Керенский, Нижнеломовский, Чембарский уезды) и Нижегородской (Краснослободский, Наровчатский, Троицкий уезды) губерниями. При этом Верхнеломовский, Городищенский, Мокшанский, Наровчатский, Троицкий, Чембарский и Шишкеевский уезды были упразднены[3][1].
10. Полоцкое. Вошло в состав новой Белорусской губернии. При этом Дриссенский, Лепельский, Режицкий и Суражский уезды были упразднены.
11. Слонимское. Вошло в состав новой Литовской губернии.
12. Таврическая область. Вошла в состав новой Новороссийской губернии. При этом Днепровский, Евпаторийский , Мелитопольский, Фанагорийский и Феодосийский уезды были упразднены, а Симферопольский переименован в Акмечетский.
13. Харьковское. Вошло в состав новой Слободско-Украинской губернии. Миропольский и Хотмыжский уезды отошли к Курской губернии. При этом Белопольский, Валковский, Волчанский, Золочевский, Краснокутский, Лебединский, Миропольский, Недригайловский и Хотмыжский уезды были упразднены. Чугуевский уезд был переименован в Змиевский.
14. Черниговское. Вошло в состав новой Малороссийской губернии. Речицкий уезд был передан Минской губернии. При этом Березинский, Борзянский, Глинский, Городнянский, Лохвицкий уезды были упразднены.

Ряд наместничеств был переименован:
1. Кавказское. Преобразовано в Астраханскую губернию[4].
2. Ревельское. Преобразовано в Эстляндскую губернию. При этом упразднён Балтийский уезд.
3. Рижское. Преобразовано в Лифляндскую губернию. При этом упразднены Валкский, Верроский, Вольмарский и Феллинский уезды.
4. Уфимское. Преобразовано в Оренбургскую губернию. При этом упразднены Белебеевский, Бугурусланский и Сергиевский уезды[5].

### Изменение уездного деления
1. Архангельская губерния. Присоединён Кемский уезд упразднённого Олонецкого наместничества.
2. Владимирская губерния. Упразднены Александровский, Киржачский, Ковровский и Судогодский уезды[6].
3. Вологодская губерния. Упразднены Красноборский и Лальский уезды[7].
4. Волынская губерния. Присоединены Дубенский, Кременецкий и Староконстантиновский уезды Подольской губернии. Радомысльский уезд передан Киевской губернии. Упразднены Домбровицкий, Лабунский и Чудновский уезды.
5. Воронежская губерния. В новую Слободско-Украинскую губернию переданы Богучарский, Купянский, Острогожский, Беловодский и Калитвянский уезды, причём последние два были при этом упразднены. На оставшейся территории упразднён Ливенский уезд[8].
6. Вятская губерния. Упразднены Кайгородский, Малмыжский и Царёвосанчурский уезды[9].
7. Казанская губерния. Упразднены Арский, Спасский и Тетюшский уезды[10].
8. Калужская губерния. Упразднены Лихвинский, Малоярославецкий и Серпейский уезды[11].
9. Киевская губерния. Присоединены Махновский и Пятигорский уезды упразднённого Брацлавского наместничества, Екатеринопольский, Уманский и Черкасский уезды упразднённого Вознесенского наместничества, а также Радомысльский уезд Волынской губернии. Переданы новой Малороссийской губернии Золотоношский, Козелецкий, Лубенский, Переяславский, Пирятинский и Остерский уезды (при этом последний упразднён). На оставшейся территории упразднены Каневский и Корсуньский уезды.
10. Костромская губерния. Упразднены Буйский, Кадыйский, Лухский и Плёсский уезды[12].
11. Курляндская губерния. Упразднены Бауский, Виндавский, Газенпотский, Либавский, Фридрихштадтский и Якобштадтский. Образованы Зельбургский и Пилтенский уезды.
12. Курская губерния. Упразднены Богатенский, Дмитриевский, Новооскольский и Тимский уезды[13].
13. Минская губерния. Присоединён Речицкий уезд упразднённого Черниговского наместничества. Упразднены Давид-Городокский, Докшицкий, Несвижский и Поставский уезды.
14. Московская губерния. Упразднены Богородский, Бронницкий, Воскресенский, Никитский и Подольский уезды[14].
15. Нижегородская губерния. Присоединён Краснослободский уезд упразднённой Пензенской губернии. Упразднены Макарьевский, Перевозский, Починковский и Сергачский уезды[15].
16. Новгородская губерния. Присоединены Вытегорский, Каргопольский, Олонецкий и Петрозаводский уезды упразднённого Олонецкого наместничества. Упразднены Кирилловский, Крестецкий и Череповецкий уезды[16].
17. Орловская губерния. Упразднены Дешкинский, Дмитровский и Малоархангельский уезды[17].
18. Пермская губерния. Упразднены Алапаевский, Далматовский и Обвинский уезды[18].
19. Подольская губерния. Присоединены Брацлавский, Винницкий, Литинский, Гайсинский, Ямпольский и Могилевский уезды упразднённого Брацлавского наместничества, Ольгопольский уезд упразднённого Вознесенского наместничества. Дубенский, Кременецкий и Староконстантиновский уезды переданы в Волынскую губернию. Образован Балтский уезд. Упразднены
20. Псковская губерния. Упразднены Новоржевский, Печорский и Холмский уезды[19].
21. Рязанская губерния. Упразднены Данковский, Егорьевскийий и Спасский уезды[20].
22. Санкт-Петербургская губерния. Упразднены Нарвский, Ораниенбаумский и Рождественский уезды.
23. Саратовская губерния. Присоединён Пензенский уезд упразднённой Пензенской губернии. Упразднены Аткарский и Балашовский уезды[21].
24. Симбирская губерния. Присоединены Инсарский и Саранский уезды упразднённой Пензенской губернии. Упразднены Ардатовский, Канадейский, Котяковский, Сенгилеевский и Тагайский уезды[22].
25. Смоленская губерния. Упразднены Духовщинский, Ельнинский и Краснинский уезды[23].
26. Тамбовская губерния. Присоединён Нижнеломовский уезд упразднённой Пензенской губернии. Упразднены Елатомский, Кадомский, Спасский и Усманский уезды[24].
27. Тверская губерния. Упразднены Весьегонский, Калязинский, Корчевский и Краснохолмский уезды[25].
28. Тобольская губерния. Присоединено Колыванское наместничество. Упразднён Каинский уезд.
29. Тульская губерния. Упразднены Богородицкий, Крапивенский и Чернский уезды[26].
30. Ярославская губерния. Упразднены Борисоглебский и Петровский уезды[27].

## Контрреформа Александра I
В 1801—1802 годах, сразу же после воцарения Александра I, большинство положений реформы Павла I было отменено:
- восстановлены Олонецкая и Пензенская губернии
- Литовская губерния разделена на Виленскую и Гродненскую
- Малороссийская губерния разделена на Полтавскую и Черниговскую
- Белорусская губерния разделена на Витебскую и Могилёвскую
- Новороссийская губерния разделена на Николаевскую, Екатеринославскую и Таврическую губернии.
- Богучарский, Острогожский и Старобельский уезд Слободско-Украинской губернии возвращены в Воронежскую губернию.
- Восстановлено около половины упразднённых уездов[1].